# Куцокрил угандійський
Куцокри́л угандійський (Bradypterus carpalis) — вид горобцеподібних птахів родини кобилочкових (Locustellidae). Мешкає в Центральній Африці.

## Опис
Довжина птаха становить 16,5-17 см, вага 19-26 г. Верхня частина тіла темно-оливково-коричнева, поцяткована білими плямками, крила і хвіст темно-коричневі, поцятковані сіруватими і білими плямками. Нижня частина тіла білувата, поцяткована чорними плямками, боки оливково-коричневі. Очі карі, дзьоб чорний, лапи рожевуваті.

## Поширення і екологія
Угандійські куцокрили живуть на болотах Демократичної Республіки Конго, Танзанії, Кенії, Уганди, Руанди, Бурунді і Замбії.